# Angélique du Coudray
Pour les articles homonymes, voir Coudray.
Angélique Marguerite Le Boursier  du Coudray connue sous le nom de Angélique du Coudray est née en 1712 à Clermont-Ferrand, morte le 16 avril 1794, à Bordeaux. Elle est la première sage-femme française à enseigner en public l'« art des accouchements ».

## Biographie

### Famille
Angélique Le Boursier naît à Clermont-Ferrand dans une famille de médecins. Elle est l'épouse de monsieur Ducoudray, selon son acte de décès.

### Formation
Angélique du Coudray suit pendant trois ans (1737-1740) l'enseignement d'Anne Bairsin, maîtresse sage-femme, à l'Hôtel-Dieu de Paris. Elle reçoit son diplôme le 26 septembre 1739 et  devient ensuite sage-femme jurée.

### Carrière
Après avoir été maîtresse sage-femme au Châtelet à Paris pendant seize ans, elle retourne en Auvergne en 1754 et commence à donner des cours gratuitement aux femmes en charge d'accouchements en milieu rural.
Pour rendre ses cours « palpables », elle invente un mannequin fait de bois, carton, tissus, coton, reproduisant en grandeur nature le bassin d'une femme en couches, ce qui permet différentes manipulations, ;  il est approuvé en 1758 par l'Académie de chirurgie. L'intendant d'Auvergne, qui la trouve « très habile et de bonne volonté », décide que les principales villes de sa province doivent disposer d'un mannequin.
Louis XV lui accorde en 1759 un premier brevet l'autorisant à donner des cours dans tout le royaume et à dispenser des brevets d'exercice aux sages-femmes qu'elle forme. En 1768, le roi lui accorde un second brevet lui octroyant une pension annuelle de 8000 livres. À l'âge de quarante-cinq ans, et pendant près d'un quart de siècle (jusqu'en 1783), malgré des difficultés de santé liés à des crises de goutte et à une obésité, elle sillonne la France et instruit plus de 5 000 femmes,. Elle forme également des chirurgiens. Elle fait ouvrir dans plusieurs grandes villes des maisons de maternité. La méthode « simple, claire et exacte » de madame du Coudray, « sa patience, son zèle », lui valent « estime et considération ». Elle est soutenue par de nombreuses personnalités de l'époque, telles que Jacques Necker, Jean Baseilhac (dit « frère Côme »), le Marquis de La Fayette ou encore l'évêque de Dax, (autrefois Acqs). 
À partir de 1768, sa nièce Marguerite Guillomance l’accompagne dans ses voyages. Elles rencontrent le chirurgien Jean-Pierre Coutanceau à Bordeaux en 1770, et celui-ci épouse Marguerite Guillomance en 1773. À partir de 1783, Marguerite Coutanceau remplace sa tante dans les séances de démonstrations.
En 1789, Madame du Coudray demeure chez sa nièce à Bordeaux. Elle perd la pension que lui avait octroyé Louis XV. L'avènement de la Révolution fait craindre que l'instruction des sages-femmes ne soit plus une priorité. Mme Coutanceau présente un mémoire à l'Assemblée nationale pour en rappeler l'importance. Elle cite le cas de La Fayette, dont la naissance quasi miraculeuse est due à Mme du Coudray. La Fayette tombera bientôt et Alphonse Leroy, un vieil ennemi, se manifeste, Il dénonce l'ignorance de toutes les sages-femmes et parle de la « demoiselle » (femme non mariée) qui enseigne les accouchements avec une poupée. Félix Vicq d'Azyr lance une enquête et les provinces sont largement favorables à Madame du Coudray. Les titres sont abolis : n'importe qui peut se dire « officier de santé ». L'ancienne association de Mme du Coudray au pouvoir royal la dessert auprès du pouvoir en place qui se radicalise.
Aidée de son mari chirurgien, Marguerite Coutanceau, qui n'a reçu aucun argent de Paris depuis le dépôt de son mémoire, reprend les charges d'Angélique du Coudray. Elle devient, le 13 juillet 1793, la première directrice d'une maison de maternité qui vient d'être fondée. La Terreur s'installe. Dans la peur générale, les deux femmes obtiennent un certificat de civisme. Mme du Coudray meurt, dans le dénuement et la solitude, un jour où sa nièce et son mari sont absents. 

## Contributions

### La«machine»

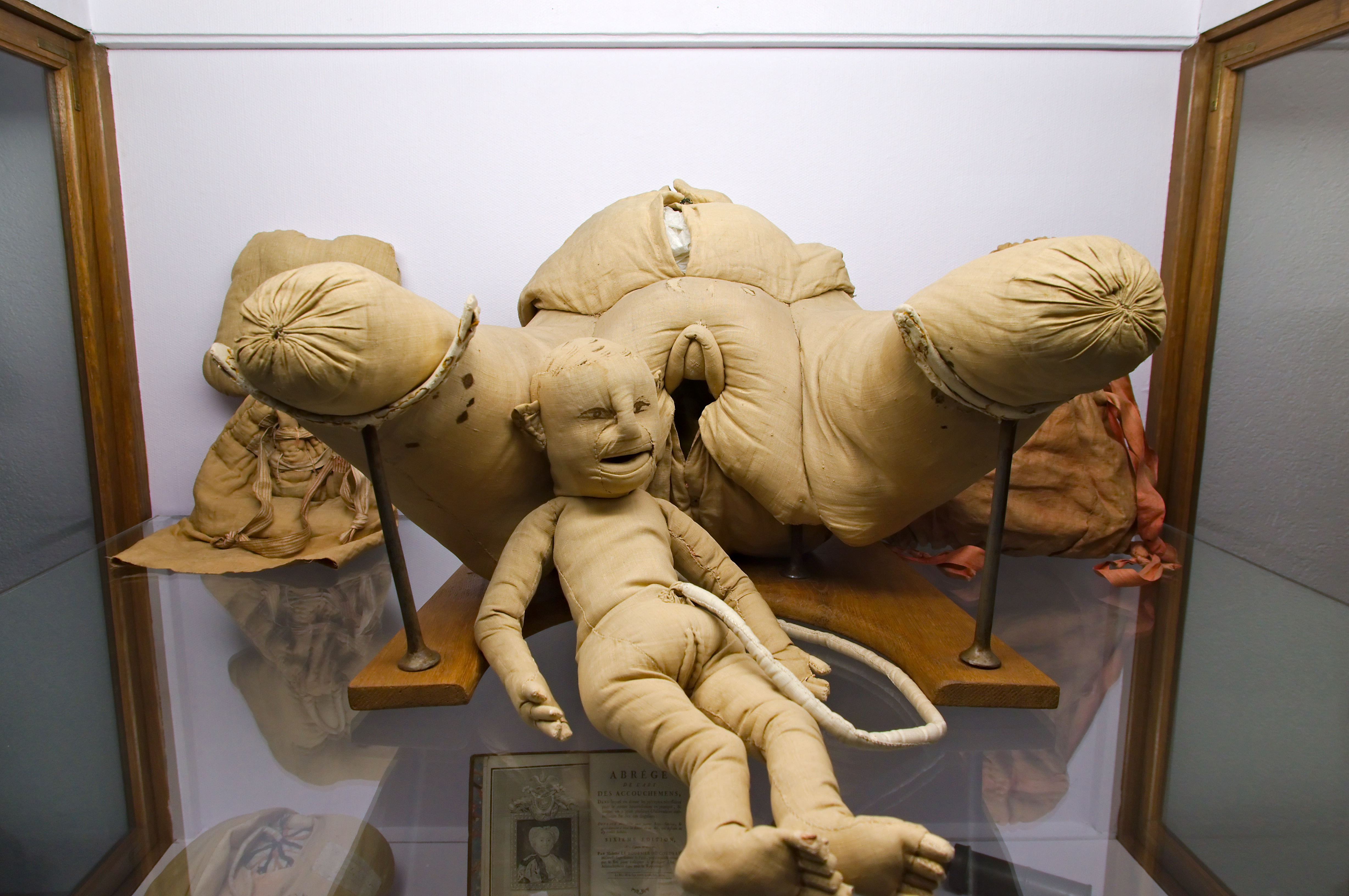
La machine originale au Musée Flaubert et d'histoire de la médecine.

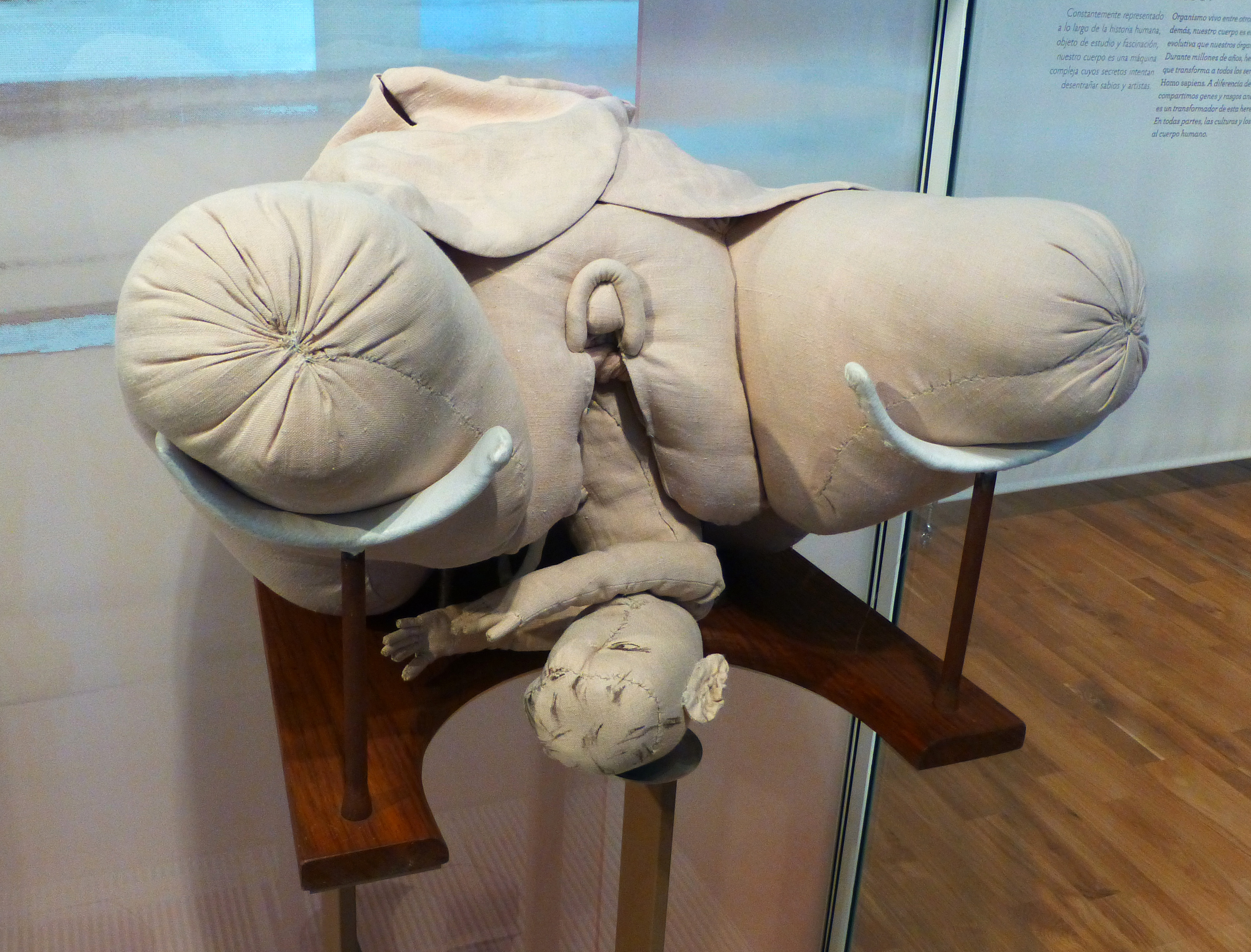
La « machine » de Mme du Coudray.

Angélique du Coudray invente un mannequin qu'elle appelle « La Machine de Madame Du Coudray ». Sur la photographie, prise au musée de l'Homme  en 2016, il s'agit d'un fac-similé réalisé en 2004 par Rebecca Campeau, de la « machine » conçue pour l'aider dans ses démonstrations et pour permettre aux étudiantes, durant leur formation de deux mois, de pratiquer. Ce mannequin 
« représentait le bassin d'une femme, la matrice, son orifice, ses ligaments, le conduit appelé vagin, la vessie, et l'intestin rectum. J'y joignis un modèle d'enfant de grandeur naturelle, dont je rendis les jointures assez flexibles pour pouvoir les mettre dans des positions différentes[,] un arrière-faix, avec les membranes, et la démonstration des eaux qu'elles renferment, le cordon ombilical, composé de ses deux artères, et de la veine, laissant une moitié flétrie, et l'autre gonflée, pour imiter en quelque sorte le cordon d'un enfant mort, et celui d'un enfant vivant, auquel on sent les battements des vaisseaux qui le composent. J'ajoutai le modèle de la tête d'un enfant séparée du tronc, dont les os du crâne passaient les uns sur les autres. »
Approuvé par l'Académie de chirurgie le 13 mai 1756,, il est démontable afin de faciliter son transport dans tout le pays. 

### Abrégé de l’art des accouchements
Angélique du Coudray publie en 1759 l’Abrégé de l’Art des accouchements, qui sera son manuel scolaire. Elle étudie les grossesses gemellaires, alors particulièrement risquées à cette époque.
La deuxième édition, parue en 1777, est remarquable par les illustrations — c'est une première — de 26 gravures en taille douce en couleurs. Les peintures sont signées de P. Chapparre et les gravures en couleur de Jean Robert.

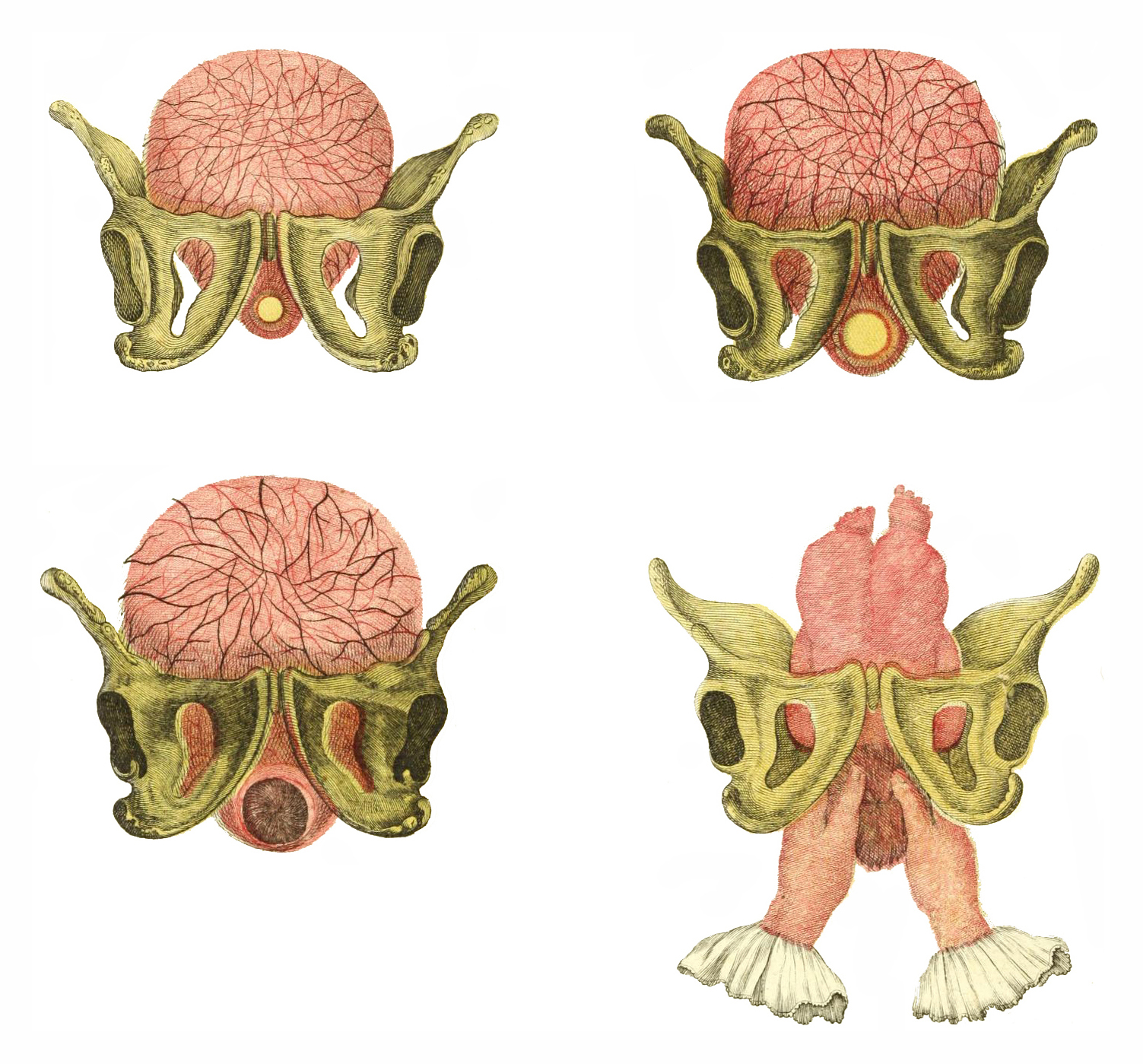
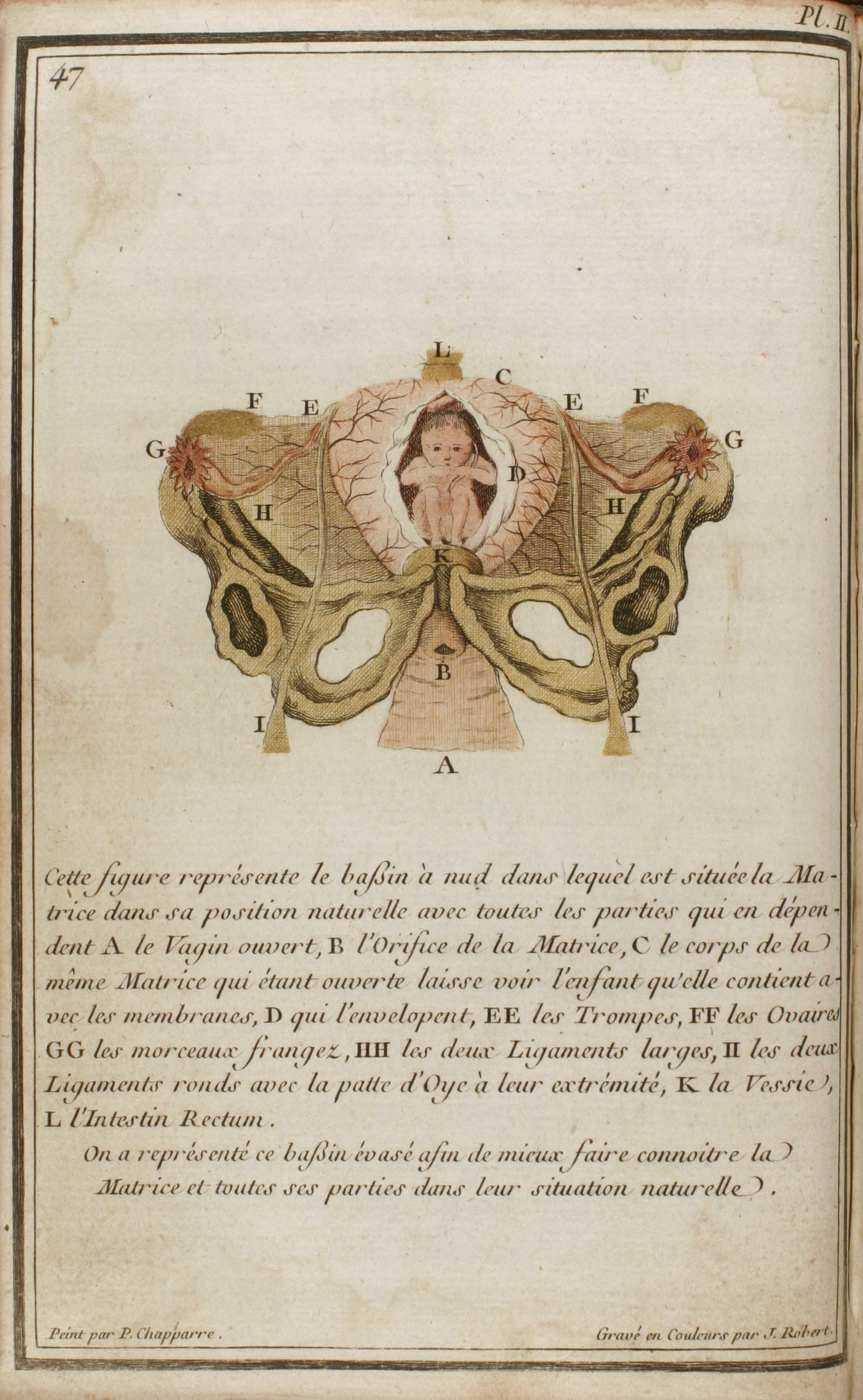

L'Abrégé d'Angélique du Coudray connaît cinq éditions et inspire d'autres manuels tels que celui de Jean-Louis Baudelocque. Plus simples que les traités de médecine auparavant usités, ils permettent de toucher un public plus large, notamment dans les campagnes où les futures sages-femmes sont parfois peu instruites,.

## Œuvres
- Coudray, Abrégé de l'art des accouchemens : dans lequel on donne les préceptes nécessaires pour le mettre heureusement en pratique, & auquel on a joint plusieurs observations intéressantes sur des cas singuliers, Paris, Barrois, 1785, 208 p. (lire en ligne)

- Onderwys voor de leerlingen in de vroed-kunde ofte konst der kinder-bedden […], traduction néerlandaise de F. D. Vandaele, 1775[21].

## Hommages etodonymie
- Plusieurs voies et lieux publiques portent son nom en France :
  - La place Angélique-du-Coudray, dans le 10e arrondissement de Paris.
  - Une allée Angélique du Coudray, à Pont-du-Château.
  - Une allée Angélique du Coudray, à Rennes.
  - Une rue Madame du Coudray, à Clermont-Ferrand, sa ville natale.
  - Une rue Angélique du Coudray, à Cormontreuil.
  - Une rue Angélique du Coudray, à Cournon-d'Auvergne.
  - Une rue Angélique du Coudray, à Melun.
  - Une rue Angélique du Coudray, à Thorigné-Fouillard.
  - Une rue Angélique du Coudray, à Tours.
  - une rue Angélique du Coudray, à Saint-Genis-Laval.
  - Une rue Angélique du Coudray, à Vannes.
  - Un square Angélique du Coudray, à Angers.
- Les maternités de l'hôpital de Melun et de l'Hôpital Delafontaine à Saint-Denis portent son nom.
- Une bande dessinée lui est dédiée : "La sage-femme du Roi" d'Adeline Laffitte et Hervé Duphot, éditée par Delcourt, parue le 3 mai 2023[22].
- Un polyptyque, Parto (2017-2019), évoquant et copiant la "machine à accoucher" sur l'un des panneaux, a été réalisé par le peintre Anthony Freestone[23].